# Гай Анний Тибериан
Гай А́нний Тибериа́н (лат. Gaius Annius Tiberianus) — римский политический деятель первой половины IV века.
В 325—327 годах Тибериан занимал должность комита Африки. в 332 году он был комитом Испании. В 335 году Гай находился на посту викария Испании. В 336—337 году Тибериан был префектом претория Галлии.
Иероним Стридонский писал, что Анний был образованным человеком. Возможно, его следует идентифицировать с поэтом Тиберианом.